# I-12 (sous-marin)
Le I-12 (イ-12) est un sous-marin japonais de Type-A Mod.1 (甲型改一（伊十二型）, Kō-gata Kai-1 (I-12-gata)) construit durant la Seconde Guerre mondiale pour la Marine impériale japonaise.

## Construction
Construit par Kawasaki Shipbuilding Corporation à Kobe au Japon, le I-12 a été mis sur cale le 5 novembre 1942 sous le nom de Sous-marin n°620. Le 5 juillet 1943, il est renommé I-12 et provisoirement rattaché au district naval de Yokosuka. Il a été lancé le 3 août 1943. Il a été achevé et mis en service le 25 mai 1944 et rattaché au district naval de Yokosuka. Le Capitaine Kudo Kaneo est le commandant du sous-marin.

## Description
Le sous-marin de type A Mod.1 (unique exemplaire) était une variante du type A, lui-même dérivé de la précédente classe J3 avec un rayon d'action supérieur, une meilleure installation des appareils et étaient équipés comme des vaisseaux amiral d'escadron. Il déplaçait 2 428 tonnes en surface et 4 239 tonnes en immersion. Le sous-marin mesurait 113,7 mètres de long, avait une largeur de 9,5 mètres et un tirant d'eau de 5,3 mètres. Ils possédait une profondeur de plongée de 100 mètres.
Pour la navigation de surface, le sous-marin était propulsé par deux moteurs diesel de 2 350 chevaux (1 730 kW), chacun entraînant un arbre d'hélice. En immersion, chaque hélice était entraînée par un moteur électrique de 600 chevaux-vapeur (442 kW). Il pouvait atteindre 17,7 nœuds (33 km/h) en surface et 6,2 nœuds (11 km/h) sous l'eau. En surface, le A Mod.1 avait une portée de 22 000 milles nautiques (40 700 km) à 16 noeuds (30 km/h); en immersion, il avait une portée de 75 milles marins (100 km) à 3 nœuds (5,6 km/h).
Le sous-marin étaient armés de quatre tubes torpilles de 53,3 cm (21,0 in) à l'avant et transportaient un total de 18 torpilles type 95. Il était également armé d'un seul canon de pont de 140 mm/40 et de deux canons antiaériens jumeaux de 25 mm Type 96.
Contrairement à la classe J3, le hangar à avions est intégré à la tour de contrôle et fait face à l'avant; les positions du canon de pont et de la catapulte ont été échangées afin que l'avion puisse utiliser le mouvement avant du navire pour compléter la vitesse communiquée par la catapulte.

## Histoire de service
Le jour de sa mise en service, le 24 mai 1944, le I-12 est officiellement rattaché au district naval de Yokosuka. Il est assigné au 11e escadron de sous-marins de la 6e Flotte, sous le commandement du capitaine de frégate Kaneo Kudo, qui resta son commandant pendant toute la carrière du sous-marin. Il quitta Kobe, au Japon, le 20 septembre 1944 et effectua des travaux de préparation avant d'arriver à Kure, au Japon, le 30 septembre 1944.
L'état-major de la Flotte combinée ordonne à la 6e Flotte d'envoyer un sous-marin à long rayon d'action pour perturber les lignes de communication maritimes des Alliés entre la côte ouest des États-Unis et Hawaï, et la 6e Flotte choisit le I-12 pour cette opération. Il traverse la mer intérieure de Seto et la mer du Japon jusqu'à Hakodate, où il s'arrête dans la baie d'Hakodate le 7 octobre 1944 pour y passer la nuit. Il reprend ensuite sa route et passe le détroit de Tsugaru dans l'océan Pacifique.
Le I-12 a torpillé et coulé le Liberty ship John A. Johnson, le 30 octobre 1944. Après avoir éperonné et coulé les canots et radeaux de sauvetage, le I-12 mitraille les 70 survivants dans l'eau, tuant 10 personnes. Un avion de la Pan American Airways repéra les hommes restants du John A. Johnson peu après, et le USS Argus les récupéra à 21h35 le 30 octobre. Le Argus a débarqué les hommes à San Francisco le 3 novembre.

### Naufrage
Le I-12 a été coulé par le dragueur de mines américain USS Ardent et le cotre USCG USS Rockford le 13 novembre 1944, 10 jours après le naufrage du John A. Johnson, près de Kauai dans les îles hawaïennes.
Le Ardent et la frégate Rockford escortaient un convoi de six navires à mi-chemin entre Honolulu et les États-Unis. A 12h32, le sonar du Ardent a capté un contact sous-marin. Le Ardent attaque d'abord à 12h41, en tirant 24 charges de son "hérisson" (hedgehog), puis à 12h46 avec une seconde charge de son "hedgehog". Le Rockford a quitté son poste d'escorte pour prêter main-forte et a tiré son premier barrage de mortiers depuis son "hedgehog" à 13h08; deux explosions ont suivi, avant qu'une détonation sous-marine ne fasse basculer le navire. Le Ardent a mené deux autres attaques et la frégate a largué 13 grenades sous-marines pour administrer le coup de grâce. Les explosions qui en ont résulté ont provoqué la perte de tout contact avec le I-12.
Dans la zone de l'attaque, il a été retrouvé - planches de pont, liège moulu recouvert de gazole, une latte de bois provenant d'une caisse de légumes sur laquelle figuraient des inscriptions et des publicités en japonais, des morceaux d'acajou verni portant des inscriptions en japonais, et un morceau de planche de pont contenant des inscriptions de constructeurs japonais - et indiquait un "coup de grâce" certain.
Le 31 janvier 1945, le I-12 est présumé perdu avec les 114 hommes d'équipage dans la région du Pacifique central et le 10 août 1945, il est retiré de la liste de la marine.